# Убродовичі
Убродовичі (або Випродовичі, пол. Ubrodowice) — село в Польщі, у гміні Грубешів Грубешівського повіту Люблінського воєводства. Населення — 267 осіб (2011).

## Історія

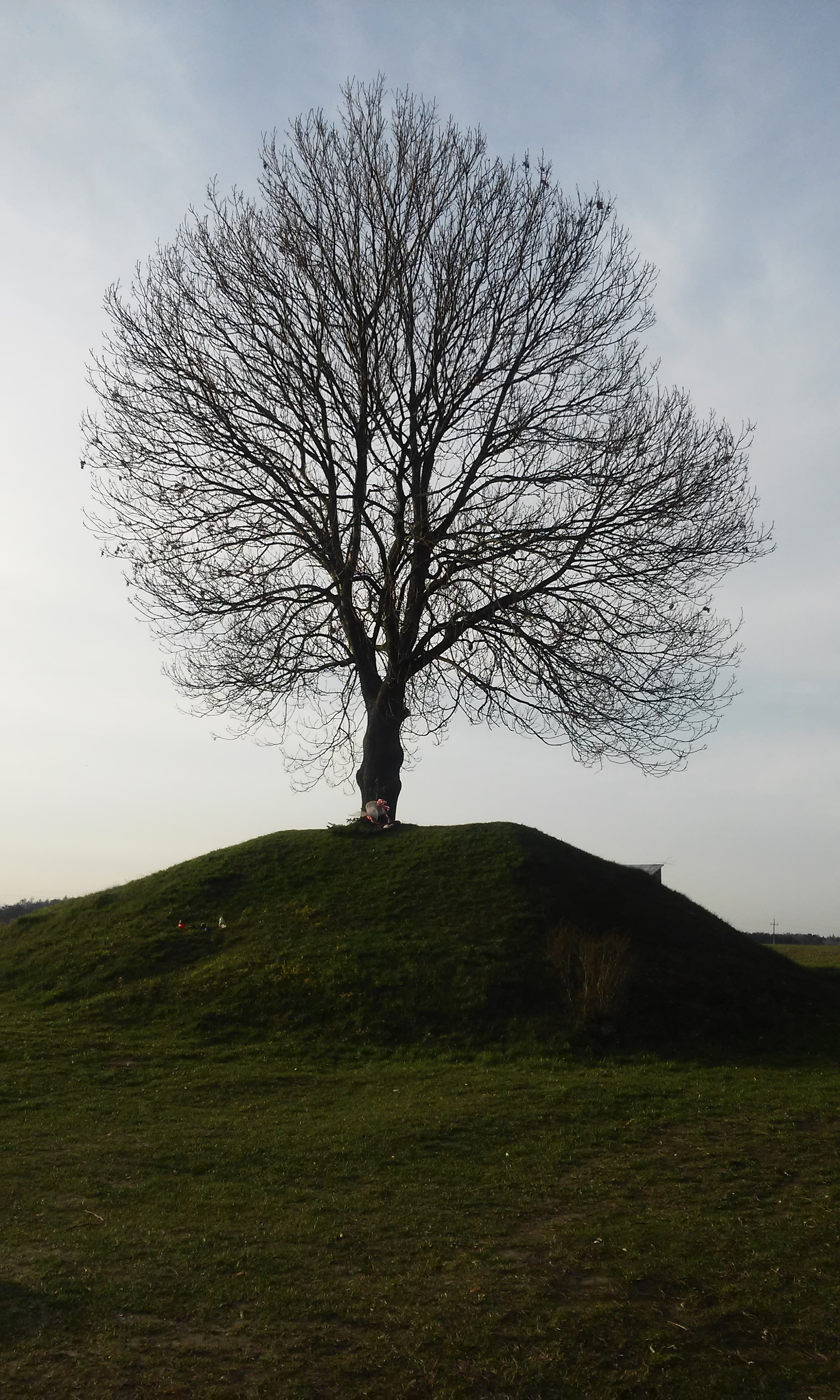
Цвинтар з часу Першої світової війни в Убродовичах, Грубешівський повіт, Холмщина.

1620 року вперше згадується церква східного обряду в селі.
За даними етнографічної експедиції 1869—1870 років під керівництвом Павла Чубинського, у селі проживали греко-католики, які розмовляли українською мовою.
У липні-серпні 1938 року/міжвоєнні 1918—1939 роки польська адміністрація в рамках великої акції руйнування українських храмів на Холмщині і Підляшші знищила місцеву православну церкву.
Під час проведення операції «Вісла» в період 20-25 червня 1947 року з Убродович, було вивезено на «землі відзискані» (Вармінсько-Мазурське воєводство, Західнопоморське воєводство) 4 людей, залишилося 1150 людей польської національності.
У 1975—1998 роках село належало до Замойського воєводства.

## Демографія
Демографічна структура станом на 31 березня 2011 року:
|          | Загалом | Допрацездатний вік | Працездатний вік | Постпрацездатний вік |
| -------- | ------- | ------------------ | ---------------- | -------------------- |
| Чоловіки | 127     | 23                 | 85               | 19                   |
| Жінки    | 140     | 23                 | 71               | 46                   |
| Разом    | 267     | 46                 | 156              | 65                   |